# Thermincola
Thermincola è un genere di batterio appartenente alla famiglia delle Peptococcaceae.